# Han Duan
Han Duan (Dalian, 15 de junho de 1983) é uma futebolista chinesa que atua como atacante. Atualmente, joga pelo Los Angeles Sol.

## Carreira
Yuan Fan integrou o elenco da Seleção Chinesa de Futebol Feminino, nas Olimpíadas de 2004 e 2008. 